# Gäddtjärnen (Särna socken, Dalarna, 682407-134950)
Gäddtjärnen är en sjö i Älvdalens kommun i Dalarna och ingår i Dalälvens huvudavrinningsområde.